# Белведере (литография)
Вижте пояснителната страница за други значения на Белведере.
„Белведере“ е литография от холандския художник Мориц Корнелис Ешер, за първи път отпечатана през май 1958 г. На нея е изобразена изглеждаща правдоподобно сграда, която е плод на въображението и всъщност е невъзможен обект.
В творбата си Ешер изобразява двуизмерни елементи, като ги освобождава от ограниченията на триизмерния свят. Нарисувана е правоъгълна триетажна сграда (белведере). Горните два етажа са отворени отстрани, като най-горният и самият покрив са поддържани от колони. От гледна точка на наблюдателя предните колони на втория етаж имат същия размер като тези зад тях, но задните са всъщност по-високи. Наблюдателят също може да забележи в краищата на най-горния етаж, че етажът сякаш е насочен в различна посока от тази на долните два етажа. По този начин става възможно всички колони на втория етаж да са насочени надясно и въпреки това предните да поддържат задната част на третия етаж, докато задните да поддържат предната му част. Този парадокс също позволява на стълбата да стои във вътрешната част на втория етаж да лежи на ръба на третия етаж.
На първия етаж на пейка до стълбите за втория етаж седи мъж, който държи абсурдно подобие на куб. Той замислено разглежда тази невъзможна фигура, оставайки безразличен към това, че сградата зад гърба му е построена в същия невероятен, абсурден стил. Изглежда, че той се опитва да конструира куба от диаграмата, лежаща пред него на земята, на която са отбелязани пресичащите се линии. Прозорчето до него е затворено с геометрично правилна метална решетка, която е обаче невъзможна за сглобяване.
Дамата, която се изкачва по стълбите, е създадена по модел на фигура от дясната част от творбата Градината на земните удоволствия от Йеронимус Бош. Тази дясна част е наименувана „Ад“. Част от „Ад“ и по-рано е била пресъздадена от Ешер като литография през 1935.
За фон е дадена планинската верига, част от Моронските планини в областта Абруцо. Ешер ги е посещавал няколко пъти, докато живял в Италия през 20-те и 30-те години на 20 век.